# Clasificación para el Campeonato Africano de Naciones de 2022
La clasificación para el Campeonato Africano de Naciones de 2022 fue el torneo que determinó a las selecciones clasificadas al Campeonato Africano de Naciones de 2022 que se realizó en Argelia.

## Equipos participantes
Un total de 42 (de 54) equipos nacionales miembros de la CAF ingresaron a las rondas de clasificación, divididas en zonas según sus afiliaciones regionales. El sorteo de las rondas clasificatorias se realizó el 26 de mayo de 2022 en la sede de la CAF en El Cairo, Egipto.
Las 42 selecciones fueron divididas según la zona geográfica a la que pertenecían.
| Zona Norte (2 cupos) + Argelia (anfitrión) | Zona Oeste A (3 cupos)                                                                               | Zona Oeste B (3 cupos)                                                    | Zona Central (3 cupos)                                                                                    | Zona Centro-Este (3 cupos)                                                                  | Zona Sur (3 cupos) |
| ------------------------------------------ | --- | ------------------------------------------------------------------------- | --- | ------------------------------------------------------------------------------------------- | --- |
| - Libia - Marruecos                        | - Cabo Verde - Gambia - Guinea - Guinea-Bisáu - Liberia - Malí - Mauritania - Senegal - Sierra Leona | - Benín - Burkina Faso - Costa de Marfil - Ghana - Níger - Nigeria - Togo | - Camerún - República Centroafricana - Chad - Congo - República Democrática del Congo - Guinea Ecuatorial | - Burundi - Yibuti - Etiopía - Ruanda - Somalia - Sudán - Sudán del Sur - Tanzania - Uganda | - Angola - Botsuana - Comoras - Suazilandia - Madagascar - Malaui - Mauricio - Mozambique - Seychelles - Sudáfrica - Zambia - Zimbabue |
| Selecciones no participantes               | |                                                                           | |                                                                                             | |
| - Egipto - Túnez                           | |                                                                           | - Gabón - Santo Tomé y Príncipe                                                                           | - Eritrea - Kenia                                                                           | - Lesoto - Namibia |

## Formato
Las llaves clasificatorias se jugaron en play-offs de ida y vuelta un sistema de eliminatoria a doble partido. Si el marcador global estaba empatado después del partido de vuelta, la regla del gol de visitante se aplicó, y de persistir la igualdad, una tanda de penales se usó para determinar el ganador (no se jugó tiempo extra).

## Zona Norte
La zona Norte solo contó con Libia y Marruecos entrando a la competición y como resultado ambos equipos recibieron un cupo directo al torneo final. Argelia clasificó como anfitrión. Egipto y Túnez se retiraron.

## Zona Oeste A

### Primera ronda
| Equipo 1     | Agr.         | Equipo 2     | Ida | Vuelta |
| ------------ | ------------ | ------------ | --- | ------ |
| Senegal      | 4–2          | Liberia      | 3–0 | 1–2    |
| Cabo Verde   | 2–3          | Sierra Leona | 0–2 | 2–1    |
| Guinea-Bisáu | 1–1 (5–3 p.) | Gambia       | 0–1 | 1–0    |

| Ida; 24 de julio de 2022 | Liberia | 0:3 (0:3) | Senegal                            | Complejo Deportivo Samuel Kanyon Doe, Monrovia |  |
|                          |         | Reporte   | Sambou 15' · Ndour 31' · Diouf 34' |                                                |  |

| Vuelta; 30 de julio de 2022 | Senegal   | 1:2 (1:0) (Global 4:2) | Liberia                        | Estadio Léopold Sédar Senghor, Dakar |  |
|                             | Ndour 35' | Reporte                | Kromah ?' · Andrews 88' (pen.) |                                      |  |

| Ida; 24 de julio de 2022 | Sierra Leona    | 2:0 (1:0) | Cabo Verde | Estadio de Marrakech, Marrakech |  |
|                          | Conteh 15', 65' | Reporte   |            |                                 |  |

| Vuelta; 27 de julio de 2022 | Cabo Verde                 | 2:1 (0:1) (Global 2:3) | Sierra Leona | Estadio de Marrakech, Marrakech |  |
|                             | Kelton 84' · Gielson 90+1' | Reporte                | Barrie 39'   |                                 |  |

| Ida; 23 de julio de 2022 | Gambia    | 1:0 (1:0) | Guinea-Bisáu | Estadio de Marrakech, Marrakech |  |
|                          | Barry 45' | Reporte   |              |                                 |  |

| Vuelta; 26 de julio de 2022 | Guinea-Bisáu | 1:0 (0:0) (5:3 p.)(Global 1:1) | Gambia | Estadio de Marrakech, Marrakech |  |
|                             | Cande 86'    | Reporte                        |        |                                 |  |

### Segunda ronda
Los ganadores clasificaron al torneo final.
| Equipo 1   | Agr.         | Equipo 2     | Ida | Vuelta |
| ---------- | ------------ | ------------ | --- | ------ |
| Guinea     | 1–1 (5–3 p.) | Senegal      | 0–1 | 1–0    |
| Malí       | 4–1          | Sierra Leona | 2–1 | 2–0    |
| Mauritania | 2–0          | Guinea-Bisáu | 1–0 | 1–0    |

| Ida; 27 de agosto de 2022 | Senegal    | 1:0 (0:0) | Guinea | Estadio Abdoulaye Wade, Diamniadio |  |
|                           | Diagne 59' | Reporte   |        |                                    |  |

| Vuelta; 2 de septiembre de 2022 | Guinea   | 1:0 (1:0) (3:5 p.)(Global 1:1) | Senegal | Estadio del 26 de Marzo, Bamako, Malí |  |
|                                 | Dramé 2' | Reporte                        |         |                                       |  |

| Ida; 27 de agosto de 2022 | Sierra Leona | 1:2 (0:1) | Malí                         | Complejo Deportivo Samuel Kanyon Doe, Paynesville, Liberia |  |
|                           | Kamara 90+1' | Reporte   | Sinayoko 23' · Kamissoko 47' |                                                            |  |

| Vuelta; 3 de septiembre de 2022 | Malí                      | 2:0 (1:0) (Global 4:1) | Sierra Leona | Estadio del 26 de Marzo, Bamako |  |
|                                 | Samabaly 35' · Samaké 60' | Reporte                |              |                                 |  |

| Ida; 29 de agosto de 2022 | Guinea-Bisáu | 0:1 (0:1) | Mauritania          | Estadio Cheikha Ould Boïdiya, Nuakchot, Mauritania |  |
|                           |              | Reporte   | Mouhsine 24' (pen.) |                                                    |  |

| Vuelta; 2 de septiembre de 2022 | Mauritania   | 1:0 (1:0) (Global 2:0) | Guinea-Bisáu | Estadio Cheikha Ould Boïdiya, Nuakchot |  |
|                                 | ? 33' (a.g.) | Reporte                |              |                                        |  |

## Zona Oeste B

### Primera ronda
| Equipo 1 | Agr. | Equipo 2 | Ida | Vuelta |
| -------- | ---- | -------- | --- | ------ |
| Benín    | 0–4  | Ghana    | 0–3 | 0–1    |

| Ida; 24 de julio de 2022 | Ghana                                 | 3:0 (1:0) | Benín | Cape Coast Sports Stadium, Cape Coast |  |
|                          | Barnie 25' · Alhassan 49' · Awako 80' | Reporte   |       |                                       |  |

| Vuelta; 30 de julio de 2022 | Benín | 0:1 (0:0) (Global 0:4) | Ghana       | Stade de l'Amitié, Cotonú |  |
|                             |       | Reporte                | Afriyie 81' |                           |  |

### Segunda ronda
Los ganadores clasificaron al torneo final.
| Equipo 1     | Agr.         | Equipo 2        | Ida | Vuelta |
| ------------ | ------------ | --------------- | --- | ------ |
| Burkina Faso | 0–0 (3–5 p.) | Costa de Marfil | 0–0 | 0–0    |
| Níger        | 3–2          | Togo            | 0–1 | 3–1    |
| Nigeria      | 2–2 (4–5 p.) | Ghana           | 0–2 | 2–0    |

| Ida; 27 de agosto de 2022 | Costa de Marfil | 0:0     | Burkina Faso | Stade de Yamoussoukro, Yamusukro |  |
|                           |                 | Reporte |              |                                  |  |

| Vuelta; 4 de septiembre de 2022 | Burkina Faso | 0:0 (3:5 p.)(Global 0:0) | Costa de Marfil | Estadio de Agadir, Agadir, Marruecos |  |
|                                 |              | Reporte                  |                 |                                      |  |

| Ida; 28 de agosto de 2022 | Togo      | 1:0 (0:0) | Níger | Estadio de Kégué, Lomé |  |
|                           | Agoro 56' | Reporte   |       |                        |  |

| Vuelta; 3 de septiembre de 2022 | Níger                                            | 3:1 (1:0) (Global 3:2) | Togo      | Stade de l'Amitié, Cotonú, Benín |  |
|                                 | Haïnikoye 45+3' · Garba 77' · Mossi 90+4' (pen.) | Reporte                | Akoro 49' |                                  |  |

| Ida; 28 de agosto de 2022 | Ghana                   | 2:0 (0:0) | Nigeria | Cape Coast Sports Stadium, Cape Coast |  |
|                           | Afriyie 49' · Suraj 86' | Reporte   |         |                                       |  |

| Vuelta; 3 de septiembre de 2022 | Nigeria                          | 2:0 (0:0) (4:5 p.)(Global 2:2) | Ghana | Estadio Nacional, Abuya |  |
|                                 | Rabiu 76' · Akuneto 90+4' (pen.) | Reporte                        |       |                         |  |

## Zona Central
Los ganadores clasificaron al torneo final.
| Equipo 1                        | Agr.     | Equipo 2                 | Ida | Vuelta |
| ------------------------------- | -------- | ------------------------ | --- | ------ |
| Congo                           | 2–2 (v.) | República Centroafricana | 1–2 | 1–0    |
| Camerún                         | 2–1      | Guinea Ecuatorial        | 0–1 | 2–0    |
| República Democrática del Congo | 7–1      | Chad                     | 2–1 | 5–0    |

| Ida; 28 de agosto de 2022 | República Centroafricana  | 2:1 (2:1) | Congo               | Estadio Alphonse Massemba-Débat, Brazzaville, Congo |  |
|                           | Toropité 7' · Mokonou 33' | Reporte   | Bidimbou 44' (pen.) |                                                     |  |

| Vuelta; 4 de septiembre de 2022                       | Congo               | 1:0 (0:0) (Global 2:2) | República Centroafricana | Estadio Alphonse Massemba-Débat, Brazzaville |  |
|                                                       | Bidimbou 64' (pen.) | Reporte                |                          |                                              |  |
| Congo avanzó gracias a la regla del gol de visitante. |                     |                        |                          |                                              |  |

| Ida; 28 de agosto de 2022 | Guinea Ecuatorial | 1:0 (1:0) | Camerún | Nuevo Estadio de Malabo, Malabo |  |
|                           | Pedro Oba 23'     | Reporte   |         |                                 |  |

| Vuelta; 4 de septiembre de 2022 | Camerún               | 2:0 (2:0) (Global 2:1) | Guinea Ecuatorial | Estadio Roumdé Adjia, Garua |  |
|                                 | Kaiba 42' · Marou 44' | Reporte                |                   |                             |  |

| Ida; 28 de agosto de 2022 | Chad                | 1:2 (0:1) | República Democrática del Congo | Estadio Ahmadou Ahidjo, Yaundé, Camerún |  |
|                           | Djibrine 50' (pen.) | Reporte   | Bossu 17' · Kinzumbi 43'        |                                         |  |

| Vuelta; 4 de septiembre de 2022 | República Democrática del Congo                        | 5:0 (1:0) (Global 7:1) | Chad | Estadio de los Mártires, Kinsasa |  |
|                                 | Makusu 31', 60' · Mpia 65' · Luzolo 82' · Kinzumbi 90' | Reporte                |      |                                  |  |

## Zona Centro-Este

### Primera ronda
| Equipo 1      | Agr.         | Equipo 2 | Ida | Vuelta |
| ------------- | ------------ | -------- | --- | ------ |
| Sudán del Sur | 0–5          | Etiopía  | 0–0 | 0–5    |
| Tanzania      | 3–1          | Somalia  | 1–0 | 2–1    |
| Yibuti        | 3–3 (4–2 p.) | Burundi  | 1–2 | 2–1    |

| Ida; 22 de julio de 2022 | Etiopía | 0:0     | Sudán del Sur | Estadio Nacional, Dar es-Salam, Tanzania |  |
|                          |         | Reporte |               |                                          |  |

| Vuelta; 28 de julio de 2022 | Sudán del Sur | 0:5 (0:2) (Global 0:5) | Etiopía                                                                      | Estadio Nacional, Dar es-Salam, Tanzania |  |
|                             |               | Reporte                | Yusef 32' · Gebremichael 33' · Meeker 66' (a.g.) · Mohammed 86' · Bogale 90' |                                          |  |

| Ida; 23 de julio de 2022 | Somalia | 0:1 (0:0) | Tanzania     | Estadio Nacional, Dar es-Salam, Tanzania |  |
|                          |         | Reporte   | Suleiman 46' |                                          |  |

| Vuelta; 30 de julio de 2022 | Tanzania               | 2:1 (1:0) (Global 3:1) | Somalia   | Estadio Nacional, Dar es-Salam |  |
|                             | Suleiman 34' · Job 64' | Reporte                | Ahmed 47' |                                |  |

| Ida; 24 de julio de 2022 | Burundi                   | 2:1 (1:1) | Yibuti       | Estadio Nacional, Dar es-Salam, Tanzania |  |
|                          | Muderi 17' · Urasenga 78' | Reporte   | Akinbinu 34' |                                          |  |

| Vuelta; 29 de julio de 2022 | Yibuti                                                                    | 2:1 (0:1) (4:2 p.)(Global 3:3) | Burundi                                                               | Estadio Nacional, Dar es-Salam, Tanzania |  |
|                             | ? 52' · ? 83'                                                             | Reporte                        | ? 43'                                                                 |                                          |  |
|                             |                                                                           | Tiros desde el punto penal     |                                                                       |                                          |  |
|                             | Acierto de penal · Acierto de penal · Acierto de penal · Acierto de penal |                                | Fallo de penal · Acierto de penal · Fallo de penal · Acierto de penal |                                          |  |

### Segunda ronda
Los ganadores clasificaron al torneo final.
| Equipo 1 | Agr. | Equipo 2 | Ida | Vuelta |
| -------- | ---- | -------- | --- | ------ |
| Ruanda   | 0–1  | Etiopía  | 0–0 | 0–1    |
| Uganda   | 4–0  | Tanzania | 1–0 | 3–0    |
| Sudán    | 7–3  | Yibuti   | 4–1 | 3–2    |

| Ida; 26 de agosto de 2022 | Etiopía | 0:0     | Ruanda | Estadio Nacional Benjamin Mkapa, Dar es-Salam, Tanzania |  |
|                           |         | Reporte |        |                                                         |  |

| Vuelta; 3 de septiembre de 2022 | Ruanda | 0:1 (0:1) (Global 0:1) | Etiopía     | Estadio Huye, Butare |  |
|                                 |        | Reporte                | Hotessa 22' |                      |  |

| Ida; 28 de agosto de 2022 | Tanzania | 0:1 (0:0) | Uganda      | Estadio Nacional Benjamin Mkapa, Dar es-Salam |  |
|                           |          | Reporte   | Mutyaba 88' |                                               |  |

| Vuelta; 3 de septiembre de 2022 | Uganda                                      | 3:0 (1:0) (Global 4:0) | Tanzania | St. Mary's Stadium-Kitende, Entebbe |  |
|                                 | Waiswa 17' (pen.) · Basangwa 56' · Mato 76' | Reporte                |          |                                     |  |

| Ida; 26 de agosto de 2022 | Yibuti    | 1:4 (0:0) | Sudán                                   | Estadio de Marrakech, Marrakech, Marruecos |  |
|                           | Hassan ?' | Reporte   | Alsamani ?' · Muhamed ?', ?' · Yaser ?' |                                            |  |

| Vuelta; 2 de septiembre de 2022 | Sudán                                      | 3:2 (3:0) (Global 7:3) | Yibuti                   | Estadio Al-Hilal, Omdurmán |  |
|                                 | Al-Shoala 3' · Alsamani 32' · Al-Teket 42' | Reporte                | Akinbinu ?' · Mahabeh ?' |                            |  |

## Zona Sur

### Primera ronda
| Equipo 1    | Agr.     | Equipo 2   | Ida       | Vuelta    |
| ----------- | -------- | ---------- | --------- | --------- |
| Angola      | 3–0      | Mauricio   | 2–0       | 1–0       |
| Sudáfrica   | 1–0      | Comoras    | 1–0       | 0–0       |
| Suazilandia | 2–2 (v.) | Botsuana   | 0–0       | 2–2       |
| Madagascar  | 4–0      | Seychelles | 1–0       | 3–0       |
| Zimbabue    | w/o      | Malaui     | Cancelado | Cancelado |
| Zambia      | 0–1      | Mozambique | 0–0       | 0–1       |

| Ida; 24 de julio de 2022 | Mauricio | 0:2 (0:1) | Angola                             | Complexe Sportif de Côte d'Or, Saint Pierre |  |
|                          |          | Reporte   | Carneiro 13' · Balisson 65' (a.g.) |                                             |  |

| Vuelta; 30 de julio de 2022 | Angola   | 1:0 (0:0) (Global 3:0) | Mauricio | Estadio 11 de Noviembre, Luanda |  |
|                             | Megue ?' | Reporte                |          |                                 |  |

| Ida; 22 de julio de 2022 | Comoras | 0:1 (0:0) | Sudáfrica | Complexe Sportif de Côte d'Or, Saint Pierre, Mauricio |  |
|                          |         | Reporte   | Shezi 74' |                                                       |  |

| Vuelta; 30 de julio de 2022 | Sudáfrica | 0:0 (Global 1:0) | Comoras | Estadio Dobsonville, Soweto |  |
|                             |           | Reporte          |         |                             |  |

| Ida; 23 de julio de 2022 | Botsuana | 0:0     | Suazilandia | Francistown Stadium, Francistown |  |
|                          |          | Reporte |             |                                  |  |

| Vuelta; 31 de julio de 2022                                                      | Suazilandia             | 2:2 (1:0) (Global 2:2) | Botsuana                           | Estadio Orlando, Soweto, Sudáfrica |  |
|                                                                                  | Gamedze 14' · Mamba 51' | Reporte                | Tauyatswala ?' · Setsile ?' (pen.) |                                    |  |
| Botsuana clasificó a la siguiente ronda gracias a la regla del gol de visitante. |                         |                        |                                    |                                    |  |

| Ida; 23 de julio de 2022 | Seychelles | 0:1 (0:1) | Madagascar           | Complexe Sportif de Côte d'Or, Saint Pierre, Mauricio |  |
|                          |            | Reporte   | Andrianarimanana 24' |                                                       |  |

| Vuelta; 31 de julio de 2022 | Madagascar                             | 3:0 (1:0) (Global 4:0) | Seychelles | Estadio Municipal de Mahamasina, Antananarivo |  |
|                             | Razanakoto 5', 90+3' · Raherinaivo 68' | Reporte                |            |                                               |  |

| Ida; 23 de julio de 2022 | Malaui | Cancelado | Zimbabue |  |  |

| Vuelta; 29 de julio de 2022 | Zimbabue | Cancelado | Malaui |  |  |

| Ida; 24 de julio de 2022 | Mozambique | 0:0     | Zambia | Estadio do Zimpeto, Maputo |  |
|                          |            | Reporte |        |                            |  |

| Vuelta; 30 de julio de 2022 | Zambia | 0:1 (0:0) (Global 0:1) | Mozambique  | Estadio Héroes Nacionales, Lusaka |  |
|                             |        | Reporte                | Lau King ?' |                                   |  |

### Segunda ronda
Los ganadores clasificaron al torneo final.
| Equipo 1   | Agr.     | Equipo 2 | Ida | Vuelta |
| ---------- | -------- | -------- | --- | ------ |
| Sudáfrica  | 1–6      | Angola   | 0–2 | 1–4    |
| Madagascar | 2–1      | Botsuana | 1–0 | 1–1    |
| Mozambique | 1–1 (v.) | Malaui   | 1–1 | 0–0    |

| Ida; 28 de agosto de 2022 | Angola                       | 2:0 (1:0) | Sudáfrica | Estadio 11 de Noviembre, Luanda |  |
|                           | Danielson 13' · Teixiera 68' | Reporte   |           |                                 |  |

| Vuelta; 4 de septiembre de 2022 | Sudáfrica  | 1:4 (1:1) (Global 1:6) | Angola                                                             | Estadio Dobsonville, Soweto |  |
|                                 | Nxumalo 5' | Reporte                | Lebusa 39' (a.g.) · Gilberto 67' · Jó Paciência 72' · Danilson 78' |                             |  |

| Ida; 27 de agosto de 2022 | Botsuana | 0:1 (0:1) | Madagascar     | Francistown Stadium, Francistown |  |
|                           |          | Reporte   | Razanakoto 17' |                                  |  |

| Vuelta; 2 de septiembre de 2022 | Madagascar          | 1:1 (1:0) (Global 2:1) | Botsuana    | Estadio Municipal de Mahamasina, Antananarivo |  |
|                                 | Ravelomanantsoa 23' | Reporte                | Johnson 66' |                                               |  |

| Ida; 27 de agosto de 2022 | Malaui      | 1:1 (1:1) | Mozambique  | Estadio Nacional Bingu, Lilongüe |  |
|                           | Chester 22' | Reporte   | Devrason 8' |                                  |  |

| Vuelta; 4 de septiembre de 2022                            | Mozambique | 0:0 (Global 1:1) | Malaui | Estadio do Zimpeto, Maputo |  |
|                                                            |            | Reporte          |        |                            |  |
| Mozambique avanzó gracias a la regla del gol de visitante. |            |                  |        |                            |  |

## Clasificados
| Bandera de Argelia | Bandera de Libia       | Bandera de Marruecos   | Bandera de Senegal    |
| Argelia            | Libia                  | Marruecos              | Senegal               |
| Anfitrión          | Clasificado: 26/5/2022 | Clasificado: 26/5/2022 | Clasificado: 2/9/2022 |

| Bandera de Mali       | Bandera de Mauritania | Bandera de Costa de Marfil | Bandera de Niger      |
| Malí                  | Mauritania            | Costa de Marfil            | Níger                 |
| Clasificado: 3/9/2022 | Clasificado: 2/9/2022 | Clasificado: 4/9/2022      | Clasificado: 3/9/2022 |

| Bandera de Ghana      | Bandera de República del Congo | Bandera de Camerún    | Bandera de República Democrática del Congo |
| Ghana                 | Congo                          | Camerún               | República Democrática del Congo            |
| Clasificado: 3/9/2022 | Clasificado: 4/9/2022          | Clasificado: 4/9/2022 | Clasificado: 4/9/2022                      |

| Bandera de Etiopía    | Bandera de Uganda     | Bandera de Sudán      | Bandera de Angola     |
| Etiopía               | Uganda                | Sudán                 | Angola                |
| Clasificado: 3/9/2022 | Clasificado: 3/9/2022 | Clasificado: 2/9/2022 | Clasificado: 4/9/2022 |

| Bandera de Madagascar | Bandera de Mozambique |  |  |
| Madagascar            | Mozambique            |  |  |
| Clasificado: 2/9/2022 | Clasificado: 4/9/2022 |  |  |